# Halectinosoma chrystalli
Halectinosoma chrystalli är en kräftdjursart som först beskrevs av T. Scott 1893.  Halectinosoma chrystalli ingår i släktet Halectinosoma och familjen Ectinosomatidae. Arten är reproducerande i Sverige. Inga underarter finns listade i Catalogue of Life.